# Santa Margarita (Kalifornija)
Santa Margarita je naseljeno područje za statističke svrhe u američkoj saveznoj državi Kalifornija. Prema popisu stanovništva iz 2010. u njemu je živjelo 1.259 stanovnika.